# Ковалевський Микола Васильович
Микола Васильович Ковалевський (1841, хутір Ковалевщина, Гадяцький повіт, Полтавська губернія, Російська імперія — 4 жовтня 1897, Київ) — український громадський діяч, член Старої громади, близький друг Михайла Драгоманова.

## Життєпис

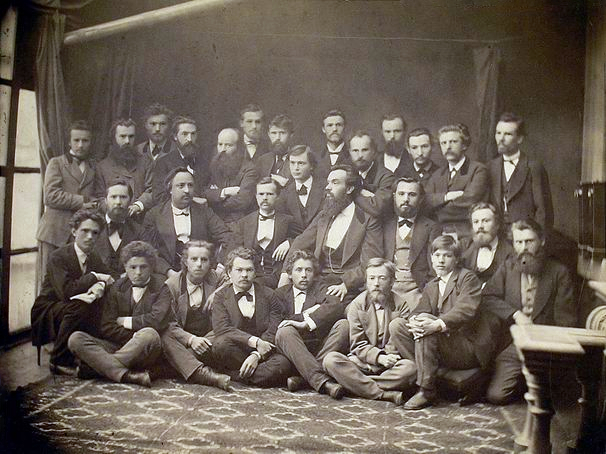
Київська «стара» громада разом зі студентською, 1874 р. Зліва направо: перший ряд: невідомо, Комарецький, невідомий представник студентської громади, Олександр Русів (скарбник), Іродіон Житецький, Волянський, Трохим Біленький, Михайло Левченко;
другий ряд: Микола Лисенко, Павло Чубинський, Іван Нечуй-Левицький, Михайло Старицький, Орест Левицький (делегат студентів при старій громаді), Діаконенко;
третій ряд: Фаворський, Михайло Драгоманів, Петро Косач (?), Білоусів, Микола Ковалевський, Пащенко, Хведір Вовк, Володимир Антонович, Микола Вербицький, Вільям Беренштам, невідомо, невідомо, Павло Житецький, невідомо.

Народився 1841 року на хуторі Ковалевщина (нині — с. Степаненки Миргородського району Полтавської області) у Гадяцькому повіті на Полтавщині в родині поміщиків. У 1860 році після закінчення Полтавської гімназії вступив на історико-філологічний факультет Київського університету, де увійшов до українофільського гуртка, а потім був прийнятий до київської «Громади».
Був виключений із Київського університету за громадську діяльність, але йому дозволили здати іспити у Харківському університеті у 1865 році. Навчався також на Вищих педагогічних курсах у Санкт-Петербурзі. Викладав історію в Київському кадетському корпусі, а також трохи в Петербурзькому та Полтавському кадетських корпусах. З весни 1878 року, після заборони займатися педагогічною діяльністю, працював в Одеській міській управі і забезпечував зв'язок між Київською та Одеською громадами. Брав участь в організації нелегальної друкарні біля Києва для випуску української пропагандистської літератури.
Після смерті батьків віддав селянам землю, отриману в спадщину. Наприкінці червня 1879 року був заарештований і засланий у Мінусинськ. Там познайомився з американським мандрівником Джорджем Кеннаном і надав йому багато інформації для його книг книг про Сибір та сибірське заслання.
1882 року повернувся до Києва. До кінця життя, через неможливість влаштуватися на державну службу заробляв на життя приватними уроками. Попри власне скрутне матеріальне становище збирав кошти для фінансування видавничої діяльності Михайла Драгоманова та галицької Української радикальної партії. Налагоджував нелегальне перевезення із Галичини українських видань через кордон. Автор книги «Коротка історія малоруського народу» (1875), виданої у Львові під псевдонімом Іван Маркович, публікувався в галицьких журналах «Народ» і «Радикал», підтримував дружні стосунки з Іваном Франком. Близько 1887 року вийшов зі складу Старої громади через конфлікт щодо Драгоманова.
У 1880-х та 1890-х роках його дім був місцем для зборів українського студентського гуртка, в який входила Леся Українка. Сам Ковалевський протягом усього свого життя підтримував тісні зв'язки з молоддю.
Помер 4 жовтня 1897 року у Києві. Похований на Байковому кладовищі.

### Сім'я
Мав сестру Надію, яка у 1870-х роках разом із братом брала участь у діяльності революційних гуртків.
Був одружений з російською революціонеркою-народницею Марією Воронцовою, яка розійшлася з ним на випадок викриття (за спогадами Лесі Українки), щоб убезпечити чоловіка, який не підтримував її прихильності до терору. Після арешту й заслання Марії матеріально підтримував її, через що одного разу потрапив під суд. У листопаді 1889 року Марія разом із групою інших засланих покінчила з життям на знак протесту проти жорстокого поводження з ув'язненими (див. Карійська трагедія).
В подружжя була донька Ганна, яка після розлучення батьків залишилася з Миколою Ковалевським. 1888 року Ганна одружилася з російським літературознавцем Євгеном Дегеном, від якого мала двох синів. 1897 року покінчила з життям самогубством, це підірвало сили Миколи Ковалевського.